# Engyum linsleyi
Engyum linsleyi är en skalbaggsart som beskrevs av Martins 1970. Engyum linsleyi ingår i släktet Engyum och familjen långhorningar. Inga underarter finns listade i Catalogue of Life.